# Djurgårdsbrunnsbron
 Ikke at forveksle med Djurgårdsbron.
Djurgårdsbrunnsbron er en bro på Södra Djurgården i Stockholm i Sverige. Broen fører over Djurgårdsbrunnskanalen og adskiller kanalen mod øst og Djurgårdsbrunnsviken mod vest. Navnet kommer fra Djurgårdsbrunn, der først var en helsekilde og senere Djurgårdsbrunns värdshus.
Den første bro på stedet blev bygget samtidigt med Djurgårdsbrunnskanalen og stod færdig i 1834. Omkostningerne til kanal og bro blev da opgjort til 50.978 rigsdaler. Den nuværende bro blev bygger i 1884 i forbindelse med at kanalen blev gjort bredere og dybere. Broen er en 6,5 meter bred svingbro og består af to 20,8 meter lange gitterbjælker som bærer kørebanen og samtidigt fungerer som rækværk. Ved åbning af broen dannes en 10 meter bred fartøjspassage. Broen har kun en kørebane og er derfor lysreguleret. Djurgårdsbrunnsbron og Djurgårdsbrunnsvägen, som leder over broen, fik deres nuværende navne i 1954.

## Eksterne kilder og henvisninger
- Wikimedia Commons har flere filer relateret til Djurgårdsbrunnsbron

1. ↑   Dufwa, Arne, red (1985). Trafik, broar, tunnelbanor, gator. Monografier utgivna av Stockholms stad, Stockholms tekniska historia 1. Stockholm: Liber Förlag. Libris 513275. ISBN 91-38-08725-1

- Stahre, Nils-Gustaf; Fogelström, Per Anders (1986). Stockholms gatunamn: innerstaden. Monografier utgivna av Stockholms stad (utgåva 1:a upplagan). Stockholm: Liber/Allmänna förlaget. Libris 7269073. ISBN 91-38-90777-1

59°19′46″N 18°07′55″Ø / 59.32944°N 18.13194°Ø